# Jacques Baguet
 (septembre 2017).
Si vous disposez d'ouvrages ou d'articles de référence ou si vous connaissez des sites web de qualité traitant du thème abordé ici, merci de compléter l'article en donnant les références utiles à sa vérifiabilité et en les liant à la section « Notes et références ».
Pour les articles homonymes, voir Baguet.
Jacques Baguet est un musicien français. Premier prix  du Conservatoire de Dijon, puis du Conservatoire National Supérieur de Musique et de Danse de Paris où il reçut au Saxophone  l'enseignement de deux Maîtres de la discipline : Jean Arnoult et Daniel Deffayet. Membre du Quatuor Adolphe Sax de Paris. Professeur certifié de Saxophone, il enseigne au conservatoire Edgard Varèse, du Mâconnais Beaujolais Agglomération.
Durant les années 1990, il joue avec l'ensemble intercontemporain et autres ensembles contemporains parisiens, sous les directions de Pierre Boulez, Luciano Berio, Betsy Jolas et autres chefs titulaires ou invités.
Depuis 1993, sous la conduite de Docteur Patrick Moutal, il étudie au sitar puis au Bansuri (grâce à la rencontre de Pandit Hariprasad Chaurasia), la musique classique du nord de l'Inde.
Les 5 et 7 décembre 2007, l'amphithéâtre de l'opéra de Lyon[Quoi ?] lui a commandé deux concerts au Sitar solo.

## Discographie
- Musique française pour saxophone avec le quatuor Adolphe Sax (1986).
- Il sogno di dedalo de Denis Cohen avec l'Ensemble intercontemporain (1994) https://brahms.ircam.fr/fr/work/il-sogno-di-dedalo.
- Quatuor de Hugues Dufourt avec l'ensemble Fa direction Dominique My (1996).